# Igreja de São Bartolomeu (Charneca)
Die Igreja de São Bartolomeu ist die katholische Pfarrkirche der Stadtgemeinde Santa Clara in der portugiesischen Hauptstadt Lissabon und ist nach dem Apostel Bartholomäus benannt.
Die Kirche wurde im 17. Jahrhundert errichtet. Die Wandmalereien stammen von Bento Coelho da Silveira (1630–1708). Aus dem 18. Jahrhundert stammen die Azulejos des Malers António de Oliveira Bernardes.